# 懐行王
懐行王（かねゆきおう、生没年不詳）は、平安時代の貴族。従五位下。
駿河国や出羽国の国守を歴任した。

## 略歴
天元6年（983年）、駿河権守に任ぜられ、永観2年（984年）8月18日、懐行王は出羽権守に改任された。
懐行王が寺社の修理・造営を請負って後、権守に任じられた例があり、当時、寺社の修理や造営料にあてた売官制も行われたことが分かる 。